# 673
673 (DCLXXIII) var ett normalår som började en lördag i den julianska kalendern.

## Händelser

### Okänt datum
- Staden Ely grundas.

## Födda
- Cui Riyong, kinesisk kansler.
- Zhang Jiuling, kinesisk kansler.

## Avlidna
- Chlothar III, frankisk kung av Neustrien och Burgund sedan 657 samt av Austrasien 662